# Floscaldasia
Floscaldasia es un género de plantas con flores perteneciente a la familia Asteraceae.Comprende 2 especies descritas y  aceptadas.

## Taxonomía
El género fue descrito por José Cuatrecasas Arumí y publicado en Webbia 24: 194. 1968.

## Especies
A continuación se brinda un listado de las especies del género Floscaldasia aceptadas hasta agosto de 2012, ordenadas alfabéticamente. Para cada una se indica el nombre binomial seguido del autor, abreviado según las convenciones y usos.
- Floscaldasia azorelloides Sklenář & H.Rob.
- Floscaldasia hypsophila Cuatrec